# Atractus micheleae
Atractus micheleae — вид змій родини полозових (Colubridae). Ендемік Венесуели.

## Поширення і екологія
Atractus micheleae мешкають в горах Кордильєра-де-Мерида на території штатів Мерида і Тачира. Вони живуть у вологих гірських тропічних лісах та на кавових плантаціях. Зустрічаються на висоті від 1000 до 1700 м над рівнем моря. Самиці відкладають 5 яєць.